# Clovia hieroglyphica
Clovia hieroglyphica är en insektsart som beskrevs av Victor Lallemand och Synave 1953. Clovia hieroglyphica ingår i släktet Clovia och familjen spottstritar. Inga underarter finns listade i Catalogue of Life.